# Марони, Маккейла
Макке́йла Ро́уз Маро́ни (англ. McKayla Rose Maroney; р. 9 декабря 1995, Лонг-Бич, Калифорния, США) — американская гимнастка, член женской сборной США по спортивной гимнастике, завоевавшей золотую медаль летних Олимпийских игр 2012 года в командном первенстве. Трёхкратная чемпионка мира (2011 команда, опорный прыжок, 2013 опорный прыжок) и серебряный призёр Олимпийских игр 2012 года в опорном прыжке.

## Биография
Маккейла Марони родилась в семье Майка (1959—15.01.2019) и Эрин Марони в Лонг-Бич, её отец был квотербеком в команде Университета Пердью по американскому футболу. Маккейла была энергичным ребёнком, поэтому в 1997 году мать записала её на обучение гимнастике, позднее она также стала заниматься футболом, фигурным катанием и теннисом. В девять лет Марони с семьёй переехала в город Коста-Меса, чтобы заниматься в элитном гимнастическом зале. Чтобы сосредоточиться на спортивной карьере, Маккейла перешла на домашнее обучение.
Через четыре года Марони принимала участие в соревнованиях на уровне штата и США. В 2009 году, в возрасте 13 лет, она приняла участие в своём первом крупном турнире — Visa Championships, ежегодном национальном чемпионате, проводимом гимнастической федерацией США. Марони заняла 27-е место в абсолютном первенстве и третье место в опорном прыжке, который стал её основной дисциплиной. Весной 2010 года Марони стала заниматься в гимнастическом зале в Лос-Анджелесе. В 2011 году она дебютировала на международном уровне и сразу же стала чемпионкой мира в опорном прыжке, а также с американской сборной победила в командном первенстве чемпионата мира.
В 2012 году, после успешного прохождения отбора в Сан-Хосе, Марони была включена в олимпийскую сборную США по спортивной гимнастике. На Олимпийских играх в Лондоне американская сборная выиграла золотую медаль в командном первенстве, первую с 1996 года. В индивидуальных соревнованиях в опорном прыжке Марони имела лучший результат (15,866) после первого прыжка, однако во втором прыжке упала при приземлении, получив лишь 14,300 баллов. Её средний результат составил 15,083 баллов и стал вторым, после румынской гимнастки Сандры Избаша.

## Интернет-мем
На вручении серебряной медали за опорный прыжок на Олимпийских играх фотографы запечатлели Марони разочарованно поджавшей губы. Эта фотография, получившая название «McKayla is not impressed» (Маккейла не в восторге), вскоре стала популярным интернет-мемом. Появлялись различные вариации снимка, на которых Марони «не в восторге» от Великой Китайской стены или легкоатлета Усэйна Болта. Сама Маккейла назвала этот мем «весьма забавным». Новый виток популярности мем получил после визита женской гимнастической сборной США в Белый дом в ноябре 2012 года. Во время визита Марони сделала совместный снимок с президентом Обамой, на котором у них обоих то же выражение лица. Фото Марони на пьедестале почета, породившее мем, было признано самым вирусным фотоснимком 2012 года по версии Yahoo!.